# 中山求一郎
中山 求一郎（なかやま きゅういちろう、1992年5月16日 - ）は、日本の俳優。ハイイロ所属。埼玉県出身。身長 177 cm。
2020年11月30日まではカクトエンタテインメント所属。2020年12月1日よりハイイロに移籍。

## 人物
特技はサッカー、フットサル
。
趣味はフットサル、サッカー観戦。
ドイツ語検定3級、書道2段の資格を持っている。
俳優の藤原季節は友人。

## 出演

### 映画
- 恋人たち（2015年）
- 何者（2016年）
- 少女邂逅（2017年）
- 闇金ぐれんたい（2018年）[5]
- らぶたんコバトン散歩でドン（2018年）
- 寝ても覚めても（2018年）[6]
- 止められるか、俺たちを（2018年）
- つま先だけが恋をした（2018年）[7]
- お嬢ちゃん（2018年）
- 賭ケグルイ（2019年） - 蜂須賀淳之介 役[8][9][10]
- 平成最後映画「決まった?」（2019年）[11]
- 映像研には手を出すな!（2020年） - ゲバラ 役[12][13]
- 妖怪人間ベラ（2020年）[14][15][16]
- ミッドナイトスワン（2020年）[17][18][19]
- 彼女来来（2021年） - 佐藤 役[20][21]
- 騙し絵の牙（2021年）
- 激怒（2021年）[22][23][24]
- 茶飲友達（2023年）[25]
- MY (K)NIGHT マイ・ナイト（2023年）[26]
- 輝け星くず（2024年）[27]
- 新米記者トロッ子 私がやらねば誰がやる!（2024年） - 国分 役[28]
- 蟲（2025年公開予定）[29]

### テレビドラマ
- プラージュ 〜訳ありばかりのシェアハウス〜（2015年、WOWOW）
- 監獄のお姫さま（2017年、TBS） - 助監督 役
- サバイバル・ウェディング（2018年、日本テレビ）[30]
- 部活、好きじゃなきゃダメですか?（2018年、日本テレビ）
- 大恋愛〜僕を忘れる君と（2018年、TBS）[31][32][33]
- 平成物語「なんでもないけれど、かけがえのない瞬間」（2019年、フジテレビ）[34][35][36]
- フルーツ宅配便（2019年、テレビ東京）[37][38]
- 女の機嫌の直し方（2019年、日本テレビ） - 森元裕介 役[39][40]
- あなたの番です（2019年、日本テレビ） - 刑事B 役[41][42][43][44]
- ランウェイ24（2019年、テレビ朝日） - 河野勇太 役[45][46]
- カフカの東京絶望日記（2019年、毎日放送）[47][48]
- 八王子ゾンビーズ（2020年、TOKYO MX）
- この男は人生最大の過ちです（2020年、テレビ朝日）[49]
- やめるときも、すこやかなるときも（2020年、日本テレビ） - 堀内聡 役[50][51]
- 映像研には手を出すな!（2020年、TBS） - ゲバラ 役[52][53][54]
- 正しいロックバンドの作り方（2020年、日本テレビ）
- 連続テレビ小説 エール 第10週（2020年6月1日 - 6月5日、NHK） - 西田宏 役[55][56][57]
- 未満警察 ミッドナイトランナー 第6話・第7話（2020年8月1日・8月8日、日本テレビ） - 種田（斉藤俊樹） 役[58][59]
- ボイスII 110緊急指令室 第2話・第3話（2021年7月17日・7月24日、日本テレビ） - 塚田巧一朗 役[60]
- 親友は悪女 最終話（2023年3月26日、BSテレ東）
- 滅相も無い（2024年4月17日 - 6月5日、MBS・TBS）[61]
- 花咲舞が黙ってない 第3シリーズ 第3話（2024年4月27日、日本テレビ） - 土屋友康 役[62]
- 藤子・F・不二雄 SF短編ドラマ シーズン3「異人アンドロ氏」（2025年3月27日、NHK BSプレミアム4K）[63]

### 舞台
- Frying House（2012年）
- 明るい街（2012年）
- Black Coffee（2013年）
- 二十の戦争（2013年）
- 大きな星空の下で～織姫と彦星のメリークリスマス～（2013年）
- ぶっ壊したい世界（2014年）
- キツネと毒（2014年）
- ルーツ（2016年）
- Letter2017（2017年）
- 100/70sea（2018年）[64]
- 貴方なら生き残れるわ（2018年） - 中野友喜 役
- ダニーと紺碧の海（2020年）[65]
- ワクチンの夜（2021年）
- 裏切りの街（2022年） - 今井伸二 役[66]
- らんぼうものめ（2024年）[67]
- ドードーが落下する（2025年）[68]
- 勝手に唾が出てくる甘さ（2025年公演予定）[69]
- エンドゲーム（2026年公演予定） - クロヴ 役[70]

### CM
- スマホ証券（2018年）[71]
- ニチレイ炒飯

### ミュージックビデオ
- 曽我部恵一「なんだっけ？」（2018年）[72][73]
- 本棚のモヨコ「僕の漫画を返して！」（2018年）[74][75]

### Webムービー
- 「涙のぶんだけ、うるおして」（2020年） - マサキ 役[76]
- Demiurvo「抱き合うように側にいて」（2020年）[77]